# Nicolás de Ramos y Santos
Nicolás de Ramos y Santos (1531 – 1º de dezembro de 1599) foi um prelado católico romano que serviu como arcebispo de Santo Domingo de 1592 a 1599) e terceiro bispo de Porto Rico 1588 a 1592.

## Biografia
Nicolás de Ramos y Santos nasceu em Villasabariego, Espanha, e foi ordenado sacerdote na Ordem dos Frades Menores. A 12 de fevereiro de 1588, foi nomeado pelo Rei da Espanha e confirmado pelo Papa Sisto V como Bispo de Porto Rico. No dia 13 de julho de 1592, foi nomeado pelo Rei da Espanha e confirmado pelo Papa Clemente VIII como Arcebispo de São Domingos, onde serviu até à sua morte no dia 1 de dezembro de 1599.